# クリス・ダン
クリストファー・マイケル・ダン（Kristofer Michael Dunn, 1994年3月18日 - ）は、アメリカ合衆国コネチカット州ニューロンドン出身のプロバスケットボール選手。NBAのロサンゼルス・クリッパーズに所属している。ポジションはポイントガード。

## 経歴

### 学生時代
コネチカット州のニューロンドン高校時代から超高校生級のポイントガードとして注目され、2012年にはマクドナルド・オール・アメリカンゲームとジョーダンブランド・クラシックに出場した。大学はプロビデンス大学に進学。1~2年生時は肩の負傷などで満足にプレーすることが出来ず、2013-14シーズンは肩の手術の為に4試合の出場に止まる。しかし、ダンはそこから立ち直り、2014-15シーズンは平均15.4得点を記録し、ビッグ・イースト・カンファレンスの最優秀選手と1stチームに選出。翌2015-16シーズンも16,4得点を記録し、2年連続でカンファレンス最優秀選手と1stチームに選出された。

### ミネソタ・ティンバーウルブズ
ダンは2016年のNBAドラフトで全体5位でミネソタ・ティンバーウルブズに
指名された。2016年11月1日のメンフィス・グリズリーズ戦で右肘を負傷したリッキー・ルビオに代わり先発出場。116-80でのシーズン初勝利に貢献した。

### シカゴ・ブルズ
2017年のNBAドラフト開催日にジミー・バトラーらを含むトレードでシカゴ・ブルズにトレードされた。

### アトランタ・ホークス
2020年11月21日にアトランタ・ホークスと2年1000万ドルで契約した。2年目はプレイヤーオプションとなる。しかし、2020-21シーズン中に足の怪我をしたため、4試合しか出場できず、63試合の欠場をすることとなった。
2021年8月7日に3チームが絡むトレードでボストン・セルティックスに放出された。その後、セルティックスは9月15日にメンフィス・グリズリーズに放出、シーズン開幕1試合前の10月16日にグリズリーズに解雇された。

### アグアカリエンテ・クリッパーズ
2022年1月11日にウェーバー公示を通じてNBAGリーグのアグアカリエンテ・クリッパーズに獲得された。

### ポートランド・トレイルブレイザーズ
3月14日にポートランド・トレイルブレイザーズとの10日間契約に合意した。同日のアトランタ・ホークス戦でブレイザーズデビューを果たして2得点、5リバウンド、3アシスト、2スティールを記録したが、チームは113-122で敗れた。同月24日に再びブレイザーズとの10日間契約に合意した。4月3日にブレイザーズとのシーズン終了までの契約に合意した。

### キャピタルシティ・ゴーゴー
11月4日にNBAGリーグのキャピタルシティ・ゴーゴーに獲得された。

### ユタ・ジャズ
2023年2月22日にユタ・ジャズとの10日間契約に合意した。3月4日に再びジャズとの10日間契約に合意した。同月14日にジャズとの複数年契約に合意した。
2024年3月24日のヒューストン・ロケッツ戦で、ジャバリ・スミス・ジュニアへの暴力を加えたことにより2試合の出場停止処分を受けた。

### ロサンゼルス・クリッパーズ
1月18日にラッセル・ウェストブルック、バルシャ・コプリビツァの交渉権、将来のドラフト2巡目スワップ権、金銭とのサイン・アンド・トレードでロサンゼルス・クリッパーズへ移籍した。

## 個人成績

### NBA

#### レギュラーシーズン
| シーズン | チーム | GP  | GS  | MPG  | FG%  | 3P%  | FT%  | RPG | APG | SPG | BPG | PPG  |
| -------- | ------ | --- | --- | ---- | ---- | ---- | ---- | --- | --- | --- | --- | ---- |
| 2016–17  | MIN    | 78  | 7   | 17.1 | .377 | .288 | .610 | 2.1 | 2.4 | 1.0 | .5  | 3.8  |
| 2017–18  | CHI    | 52  | 43  | 29.3 | .429 | .321 | .737 | 4.3 | 6.0 | 2.0 | .5  | 13.4 |
| 2018–19  | CHI    | 46  | 44  | 30.2 | .425 | .354 | .797 | 4.1 | 6.0 | 1.5 | .5  | 11.3 |
| 2019–20  | CHI    | 51  | 32  | 24.9 | .444 | .259 | .741 | 3.6 | 3.4 | 2.0 | .3  | 7.3  |
| 2020–21  | ATL    | 4   | 0   | 11.3 | .083 | .000 | .750 | 1.5 | .5  | .5  | .5  | 1.3  |
| 2021–22  | POR    | 14  | 3   | 24.0 | .431 | .091 | .944 | 3.5 | 5.6 | 1.6 | .2  | 7.6  |
| 2022–23  | UTA    | 22  | 3   | 25.8 | .537 | .472 | .774 | 4.5 | 5.6 | 1.1 | .5  | 13.2 |
| 2023–24  | UTA    | 66  | 32  | 18.9 | .470 | .369 | .688 | 2.9 | 3.8 | 1.0 | .4  | 5.4  |
| 2024–25  | LAC    | 74  | 58  | 24.1 | .439 | .335 | .682 | 3.4 | 2.8 | 1.7 | .4  | 6.4  |
| 通算     | 通算   | 407 | 222 | 23.3 | .437 | .327 | .736 | 3.3 | 4.0 | 1.5 | .4  | 7.7  |

#### プレーオフ
| シーズン | チーム | GP | GS | MPG  | FG%  | 3P%  | FT%   | RPG | APG | SPG | BPG | PPG |
| -------- | ------ | -- | -- | ---- | ---- | ---- | ----- | --- | --- | --- | --- | --- |
| 2021     | ATL    | 5  | 0  | 6.6  | .200 | .000 | 1.000 | 1.0 | 1.0 | .4  | .4  | 1.2 |
| 2025     | LAC    | 7  | 6  | 21.9 | .386 | .357 | ---   | 3.4 | 1.3 | 1.1 | .6  | 6.3 |
| 通算     | 通算   | 12 | 6  | 15.5 | .367 | .345 | 1.000 | 2.4 | 1.2 | .8  | .5  | 4.2 |

### カレッジ
| シーズン | チーム       | GP | GS | MPG  | FG%  | 3P%  | FT%   | RPG | APG | SPG | BPG | PPG  |
| -------- | ------------ | -- | -- | ---- | ---- | ---- | ----- | --- | --- | --- | --- | ---- |
| 2012–13  | プロビデンス | 25 | 18 | 27.2 | .398 | .286 | .690  | 4.8 | 3.2 | 1.2 | .3  | 5.7  |
| 2013–14  | プロビデンス | 4  | 0  | 26.5 | .316 | .000 | 1.000 | 2.5 | 5.0 | 1.8 | .3  | 3.8  |
| 2014–15  | プロビデンス | 33 | 33 | 34.0 | .474 | .351 | .686  | 5.5 | 7.5 | 2.7 | .3  | 15.6 |
| 2015–16  | プロビデンス | 33 | 32 | 33.0 | .448 | .372 | .695  | 5.3 | 6.2 | 2.5 | .6  | 16.4 |
| 通算     | 通算         | 95 | 83 | 31.5 | .450 | .354 | .693  | 5.1 | 5.8 | 2.2 | .4  | 12.8 |